# Antilles Franceses
Les Antilles Franceses són les illes depenent de França al Carib.

## Llista de les Antilles franceses
- Guadalupe

L'arxipèlag guadalupeny és una regió i un departament d'ultramar (DOM-ROM) axií com una regió ultraperifèrica de la Unió Europea (RUP), el seu número de departament és el 97.1.
- Basse-Terre
- Grande-Terre
- Marie-Galante
- La Désirade
- Terre-de-Haut
- Terre-de-Bas
- Martinica

Martinica també és un departament d'ultramar (97.2), una regió francesa i una regió ultraperifèrica d'Europa.
- Saint Barthélemy

Aquesta col·lectivitat d'ultramar (núm 977) se situa al nord de les Petites Antilles, entre Guadalupe i Puerto Rico.
- Saint Martin

Aquesta col·lectivitat d'ultramar (núm 978) comparteix territori amb Sint Maarten.
Repartides sobre 2.835 km², la població total de les Antilles franceses és de 841.986 habitants el 2006.

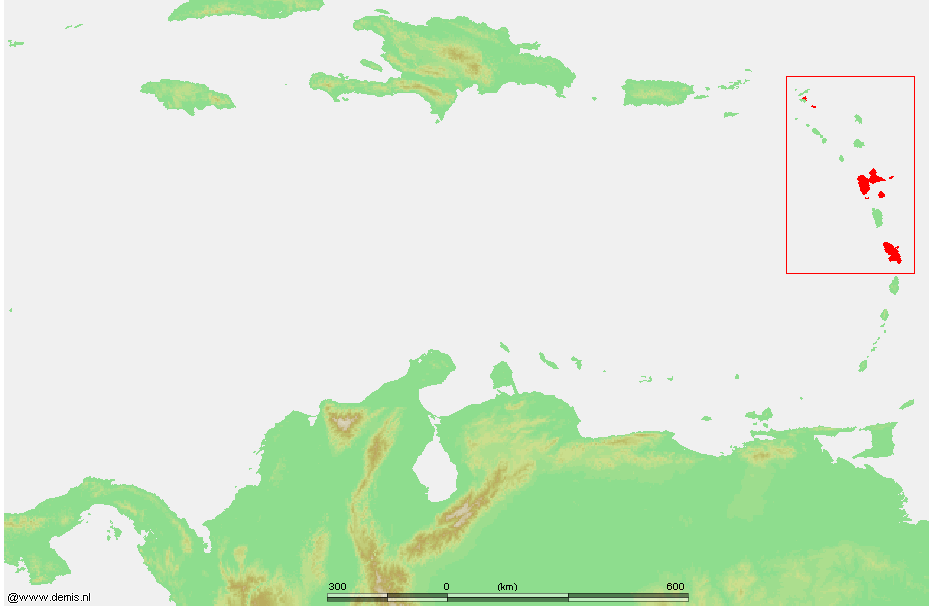
Carib - Els territoris en roig formen part de les Antilles franceses.

| Rang | Illa             | Població (2006) | Superfície (km²) | Densitat | Nom kali'na |
| ---- | ---------------- | --------------- | ---------------- | -------- | ----------- |
| 1    | Martinica        | 397.732         | 1.128,03         | 353      | Juanakaera  |
| 2    | Grande-Terre     | 197.603         | 586,68           | 337      | Kuchâalawa  |
| 3    | Basse-Terre      | 186.661         | 847,82           | 220      | Kalaukaera  |
| 4    | Saint-Martin     | 35.263          | 53,20            | 663      | Walichi     |
| 5    | Marie-Galante    | 12.009          | 158,01           | 76       | Aïchi       |
| 6    | Saint Barthélemy | 8.255           | 25,00            | 330      | Oüanalao    |
| 7    | Terre-de-Haut    | 1.838           | 5,22             | 352      | Kaarukaera  |
| 8    | La Désirade      | 1.595           | 23,12            | 69       | Waliri      |
| 9    | Terre-de-Bas     | 1.030           | 7,58             | 136      | Kaarukaera  |